# 레히

레히의 거수 경례를 나타낸 로고. "예루살렘아 내가 너를 잊을진대 내 오른손이 그의 재주를 잊을지로다"(시편 137:5)에서 유래.

이스라엘 자유투사 - 레히(히브리어: לח"י – לוחמי חרות ישראל [ˈleχi])는 영국 위임통치령 팔레스타인에서 아브라함 슈테른이 설립한 시온주의 준군사조직이다. 영국군을 팔레스타인에서 폭력으로써 몰아내고 유대인의 무제한적 이주를 통해 유대인 민족국가를 설립하는 것을 목적으로 삼았다. 1940년 8월 설립 당시 원래 이름은 이스라엘 국민군사기구(National Military Organization in Israel)였는데 1개월 뒤 개칭했다.
레히는 1940년 이르군의 일파가 분리해 나와 형성되었다. 레히는 나치 점령지의 모든 유대인을 팔레스타인으로 이주시켜 주는 것을 조건으로 이탈리아 왕국 및 나치 독일과 동맹할 것을 구상하기도 했고, 두 차례 구체적 실행으로 옮겼다. 2차대전 중에 레히는 국민주의적이고 전체주의적인 원칙에 근거한 유대인 국가를 수립하겠다는 목표를 밝혔다. 1942년 지도자 슈테른이 죽자 레히는 나치 대신 소련을 협상 파트너로 모색하기 시작했고, 1944년에는 국민 볼셰비즘을 공식적으로 이념으로 채택했다. 하지만 이 변화는 민중에게 지지를 받지 못했고 레히가 세력을 잃기 시작하는 결과를 낳았다.
레히는 이르군과 함께 데이르 야신 학살을 일으켰다. 또한 영국의 중동 변리공사 모인 남작을 암살하는 등 팔레스타인의 영국인들에 대한 테러도 수행했다. 1948년 5월 29일 이스라엘 정부는 레히 조직원들을 이스라엘 방위군에 채용하고 레히는 해산시켰다. 레히는 몇 달 뒤 중동 전쟁 중재를 위해 유엔 직원 자격으로 예루살렘에 온 스웨덴 왕족 폴케 베르나도테를 암살했다. 이스라엘 정부는 레히를 테러조직으로 지정하고 조직원 200여명을 체포했다. 하지만 레히 조직원들은 이스라엘의 첫 총선이 있기 직전인 1949년 2월 14일 특사로 모두 풀려났다.
1980년 이스라엘은 "이스라엘 건국을 위한 투쟁 참여"에 대한 군사훈장인 레히 약장을 제정했다. 1983년에는 레히 지도자 이츠하크 샤미르가 이스라엘의 총리가 되었다.